# 魯比克360

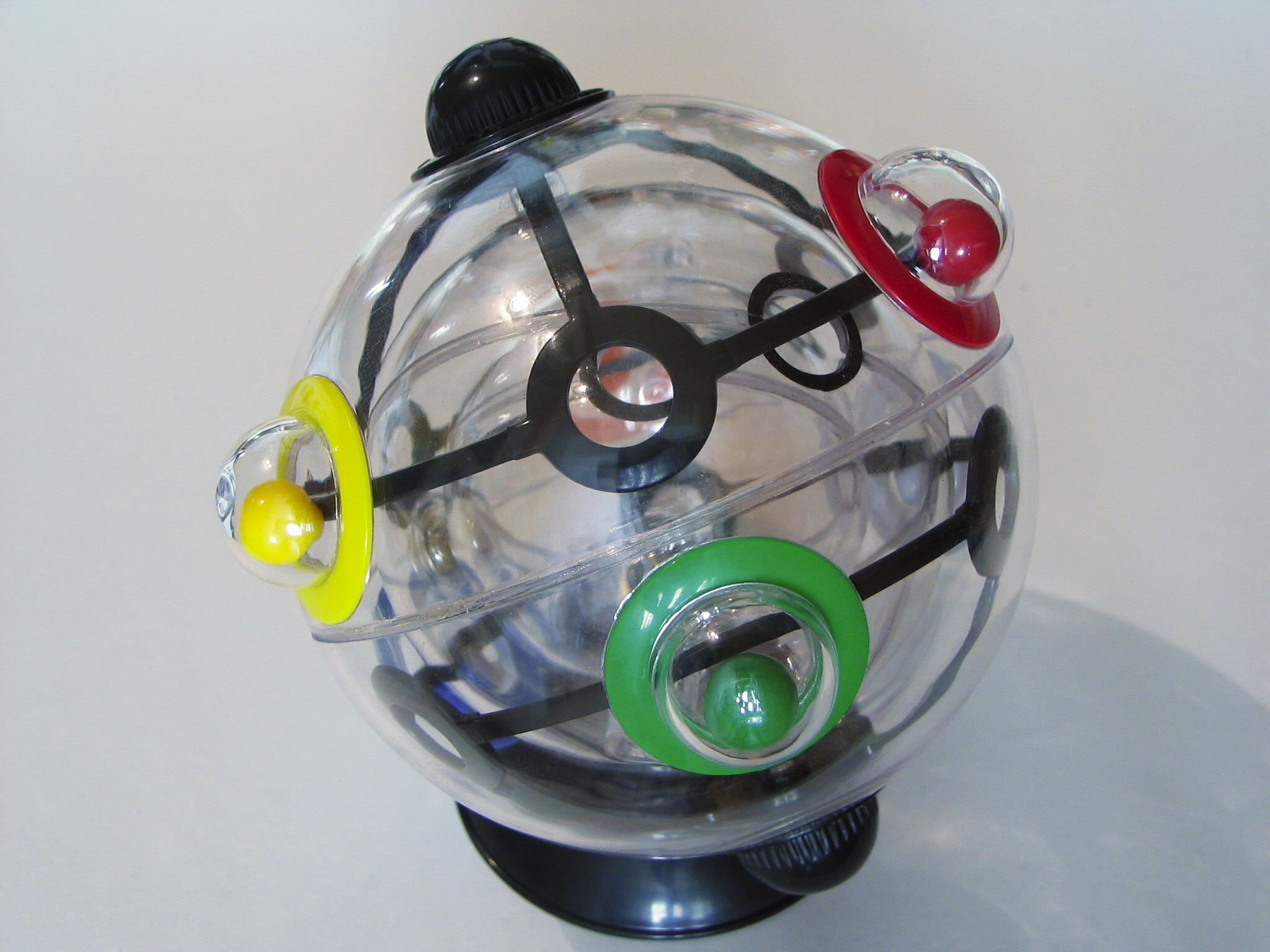
已解決的魯比克360

魯比克360（英語：Rubik's 360）是由扭計骰的發明人、匈牙利雕刻家、建築學教授厄爾諾·魯比克教授發明的一種三維的智力玩具。魯比克360於2009年2月5日在紐倫堡國際玩具展覽會首次亮相，並提前在八月在全球上市。
魯比克360的玩法就是把內球體內的六個顏色球分別放到相同顏色的半球裡。不像原來的魔方，沒有公式要記，並與數學沒有什麼關連，而偏向物理學方面。
像扭計骰，魯比克360只有一個解決辦法，但你不能打破它並解決它，它被認為是適合所有年齡。根據評論，魯比克360是非常令人上癮，引人入勝。

## 外部連結
- 魯比克魔方的官方首頁 （页面存档备份，存于）
- Creator Ernő Rubik introduces the Rubik's 360 （页面存档备份，存于）  Exclusive interview with TIME
- Rubik's 360 News and Discussions
- Official UK website for the Rubik's 360 Archive.today的存檔，存档日期2012-12-11